# 開放行動聯盟
開放行動聯盟是一個標準化組織，為移动设备開發自由標準。

## 原則
使命
在各個國家、运营商和移动終端中提供具互操作性服務引擎。
與網絡無關
OMA只使用標準化的协议；OMA規格的目的是使所有蜂窝网络技術用於提供網絡和數據傳輸。這些網絡技術是其他組織提供。特別的是，OMA規格提供給GSM、UMTS或CDMA2000網絡的功能與蜂窝网络技術都是一樣的。
"FRAND"知识产权许可证
OMA的會員，在技術上擁有自主知識產權（如專利），必須事先同意自己的技術實現"公平、合理和非歧視性條款"，才可以提供至其他成員。
法律地位
OMA是一個英國的有限責任公司。

## 歷史
开放移动联盟成立於2002年6月以回答擴散中的行業論壇的應用协议：WAP論壇（側重於瀏覽和设备配置規格）；無線村（側重於即時通訊和呈现业务）；SyncML創製（側重於數據同步），位置互操作性論壇，手機遊戲互操作性論壇和行動無線互聯網論壇。這些論壇各有其章程、決策的程序及發佈時間表，而且在某些情況下有一些重疊的規格，造成重複工作。开放移动联盟建立的目的是結合這些規格。
會員包括無線的業界人士，如设备和手機系統製造商（愛立信、湯姆遜公司、西門子、Reti Radiotelevisive Digitali、諾基亞、Openwave、索尼愛立信、飛利浦、摩托羅拉、三星、德州儀器）、移动运营商（Telefónica、沃達豐、Orange、T-Mobile、LG電訊）及軟件製造商（太陽電腦、IBM公司、Symbian等）。

## 規格
瀏覽規格，現在稱為「瀏覽器和內容」，前稱為无线应用协议。在目前的版本，這些規格基本上依賴XHTML MP。
- 多媒體短訊規格
- OMA DRM数字版權管理
- OMA Instant Messaging and Presence Service是一個移动电话的即時通訊系統（前稱為無線村）。
- OMA SIMPLE IM即時通訊基於SIP-SIMPLE
- OMA CPM融合IP訊息
- OMA客户端配置
- OMA數據同步
- OMA设备管理
- OMA BCAST
- OMA PoC
- OMA Presence SIMPLE
- OMA Service Environment
- FUMO固件更新
- Secure User Plane為手機的AGPS提供基於IP服務